# Nacfa
Nacfa (o Nakfa; in lingua tigrina ናቕፋ; in arabo نقفة) è una cittadina dell'Eritrea, capoluogo del distretto omonimo, nella regione del Mar Rosso Settentrionale.
Considerata città martire servì come base per il Fronte di Liberazione del Popolo Eritreo durante la guerra di indipendenza, e per questo motivo l'attuale moneta corrente prende il nome di Nacfa eritreo.
Durante la guerra, Nacfa fu sottoposta a una serie di attacchi distruttivi che lasciarono in piedi soltanto la moschea. Una intera città sotterranea dotata di ospedali, macchine da stampa, fabbriche, stazione radio e un college, fu costruita sottoterra dai combattenti indipendentisti eritrei. La città è inoltre circondata da trincee.

## Amministrazione

### Gemellaggi
- Busto Arsizio[1]